# 1967-es argentin labdarúgó-bajnokság (első osztály)
Az 1967-es Primera División volt a 76. alkalommal megrendezett, legmagasabb szintű labdarúgó-bajnokság Argentínában.
A címvédő a Racing Club volt. A bajnokság két különálló részből állt (Metropolitano és Nacional), amelyeket az Estudiantes LP és az Independiente csapata nyert meg.
A bajnokság 1967. március 3-án kezdődött és december 23-án ért véget.

## Campeonato Metropolitano
A torna március 3-án kezdődött és augusztus 6-án ért véget. A Metropolitanóban 22 csapat vett részt.

### A csoport
| Hely. | Csapat             | M  | Gy | D  | V  | G+ | G– | Gk  | P  | Továbbjutás vagy kiesés                                        |
| ----- | ------------------ | -- | -- | -- | -- | -- | -- | --- | -- | -------------------------------------------------------------- |
| 1.    | Racing Club        | 22 | 10 | 9  | 3  | 30 | 16 | +14 | 29 | Kvalifikáltak az elődöntőbe és a bajnokság Nacional szakaszába |
| 2.    | Estudiantes (LP)   | 22 | 11 | 7  | 4  | 24 | 15 | +9  | 29 | Kvalifikáltak az elődöntőbe és a bajnokság Nacional szakaszába |
| 3.    | Vélez Sarsfield    | 22 | 10 | 7  | 5  | 35 | 22 | +13 | 27 | Kvalifikáltak a bajnokság Nacional szakaszába                  |
| 4.    | Boca Juniors       | 22 | 8  | 10 | 4  | 29 | 20 | +9  | 26 | Kvalifikáltak a bajnokság Nacional szakaszába                  |
| 5.    | Lanús              | 22 | 7  | 8  | 7  | 40 | 29 | +11 | 22 | Kvalifikáltak a bajnokság Nacional szakaszába                  |
| 6.    | Quilmes            | 22 | 6  | 9  | 7  | 27 | 32 | −5  | 21 | Kvalifikáltak a bajnokság Nacional szakaszába                  |
| 7.    | Huracán            | 22 | 5  | 10 | 7  | 30 | 34 | −4  | 20 | Kvalifikáltak a Metropolitano Promocional szakaszába           |
| 8.    | Colón              | 22 | 3  | 13 | 6  | 17 | 23 | −6  | 19 | Kvalifikáltak a Metropolitano Promocional szakaszába           |
| 9.    | Newell’s Old Boys  | 22 | 5  | 7  | 10 | 22 | 27 | −5  | 17 | Kvalifikáltak az osztályozóba                                  |
| 10.   | Argentinos Juniors | 22 | 4  | 7  | 11 | 21 | 43 | −22 | 15 | Kvalifikáltak az osztályozóba                                  |
| 11.   | Atlanta            | 22 | 3  | 8  | 11 | 23 | 35 | −12 | 14 | Kvalifikáltak az osztályozóba                                  |

### B csoport
| Hely. | Csapat                  | M  | Gy | D  | V  | G+ | G– | Gk  | P  | Továbbjutás vagy kiesés                                        |
| ----- | ----------------------- | -- | -- | -- | -- | -- | -- | --- | -- | -------------------------------------------------------------- |
| 1.    | Platense                | 22 | 13 | 2  | 7  | 40 | 28 | +12 | 28 | Kvalifikáltak az elődöntőbe és a bajnokság Nacional szakaszába |
| 2.    | Independiente           | 22 | 10 | 7  | 5  | 33 | 15 | +18 | 27 | Kvalifikáltak az elődöntőbe és a bajnokság Nacional szakaszába |
| 3.    | Rosario Central         | 22 | 9  | 8  | 5  | 24 | 22 | +2  | 26 | Kvalifikáltak a bajnokság Nacional szakaszába                  |
| 4.    | San Lorenzo             | 22 | 10 | 5  | 7  | 32 | 27 | +5  | 25 | Kvalifikáltak a bajnokság Nacional szakaszába                  |
| 5.    | Ferro Carril Oeste      | 22 | 9  | 6  | 7  | 23 | 21 | +2  | 24 | Kvalifikáltak a bajnokság Nacional szakaszába                  |
| 6.    | River Plate             | 22 | 9  | 5  | 8  | 31 | 23 | +8  | 23 | Kvalifikáltak a bajnokság Nacional szakaszába                  |
| 7.    | Gimnasia y Esgrima (LP) | 22 | 8  | 5  | 9  | 25 | 32 | −7  | 21 | Kvalifikáltak a Metropolitano Promocional szakaszába           |
| 8.    | Banfield                | 22 | 6  | 8  | 8  | 21 | 22 | −1  | 20 | Kvalifikáltak a Metropolitano Promocional szakaszába           |
| 9.    | Unión SF                | 22 | 5  | 10 | 7  | 21 | 25 | −4  | 20 | Kvalifikáltak az osztályozóba                                  |
| 10.   | Deportivo Español       | 22 | 5  | 6  | 11 | 20 | 36 | −16 | 16 | Kvalifikáltak az osztályozóba                                  |
| 11.   | Chacarita Juniors       | 22 | 4  | 7  | 11 | 26 | 47 | −21 | 15 | Kvalifikáltak az osztályozóba                                  |

### Elődöntő
| 1967. augusztus 3. |

| Estudiantes LP | 4–3 | Platense |
| -------------- | --- | -------- |
|                |     |          |

| La Bombonera, Buenos Aires |

| 1967. augusztus 4. |

| Racing Club | 2–0 | Independiente |
| ----------- | --- | ------------- |
|             |     |               |

| Estadio Presidente Juan Domingo Perón, Avellaneda |

### Döntő
| 1967. augusztus 6. |

| Estudiantes LP                   | 3–0 | Racing Club |
| -------------------------------- | --- | ----------- |
| Madero 52' Verón 69' Ribaudo 72' |     |             |

| Estadio Gasómetro, Buenos Aires Nézőszám: 59 453 Játékvezető: Guillermo Nimo |

Az Estudiantes LP szerezte meg a szezon első bajnoki címét.

### Osztályozó – Torneo Reclasificatorio
Az osztályozón a Metropolitano 6 kieső helyen végzett és a másodosztály 4 legjobb helyen végzett csapata vett részt. A torna augusztus 11-én kezdődött és december 23-án ért véget.
| Hely. | Csapat                 | M  | Gy | D | V  | G+ | G– | Gk  | P  | Továbbjutás vagy kiesés       |
| ----- | ---------------------- | -- | -- | - | -- | -- | -- | --- | -- | ----------------------------- |
| 1.    | Newell’s Old Boys      | 18 | 8  | 7 | 3  | 20 | 12 | +8  | 23 | Maradtak az első osztályban   |
| 2.    | Atlanta                | 18 | 9  | 4 | 5  | 27 | 14 | +13 | 22 | Maradtak az első osztályban   |
| 3.    | Tigre                  | 18 | 6  | 8 | 4  | 15 | 12 | +3  | 20 | Feljutottak az első osztályba |
| 4.    | Los Andes              | 18 | 6  | 7 | 5  | 20 | 16 | +4  | 19 | Feljutottak az első osztályba |
| 5.    | Chacarita Juniors      | 18 | 6  | 7 | 5  | 18 | 16 | +2  | 19 | Maradtak az első osztályban   |
| 6.    | Argentinos Juniors     | 18 | 7  | 4 | 7  | 21 | 24 | −3  | 18 | Maradtak az első osztályban   |
| 7.    | Almagro                | 18 | 5  | 7 | 6  | 20 | 24 | −4  | 17 | Maradtak a másodosztályban    |
| 8.    | Unión SF               | 18 | 6  | 5 | 7  | 17 | 20 | −3  | 17 | Kiestek a másodosztályba      |
| 9.    | Deportivo Español      | 18 | 5  | 5 | 8  | 15 | 21 | −6  | 15 | Kiestek a másodosztályba      |
| 10.   | Defensores de Belgrano | 18 | 3  | 4 | 11 | 9  | 23 | −14 | 10 | Maradtak a másodosztályban    |

### Torneo Promocional
A Torneo Promocionalon 4 az első osztályban és 4 a Torneo Regionalban szereplő csapat vett részt. A torna szeptember 10-én kezdődött és december 10-én ért véget. A ligát a Gimnasia y Esgrima LP csapata nyerte meg, ám semmilyen bajnoki címet nem kaptak.
| Hely. | Csapat                | M  | Gy | D | V  | G+ | G– | Gk  | P  |
| ----- | --------------------- | -- | -- | - | -- | -- | -- | --- | -- |
| 1.    | Gimnasia y Esgrima LP | 14 | 10 | 2 | 2  | 35 | 11 | +24 | 22 |
| 2.    | Huracán               | 14 | 9  | 3 | 2  | 36 | 15 | +21 | 21 |
| 3.    | Colón                 | 14 | 6  | 6 | 2  | 23 | 17 | +6  | 18 |
| 4.    | Banfield              | 14 | 7  | 3 | 4  | 37 | 18 | +19 | 17 |
| 5.    | Sportivo Guzmán       | 14 | 4  | 5 | 5  | 20 | 24 | −4  | 13 |
| 6.    | Racing (C)            | 14 | 3  | 2 | 9  | 16 | 30 | −14 | 8  |
| 7.    | Olimpo                | 14 | 3  | 2 | 9  | 17 | 39 | −22 | 8  |
| 8.    | Juventud Alianza      | 14 | 2  | 1 | 11 | 18 | 48 | −30 | 5  |

### Góllövőlista
| # | Játékos            | Klub            | Gólok |
| - | ------------------ | --------------- | ----- |
| 1 | Bernardo Acosta    | Lanús           | 18    |
| 2 | Juan Carlos Carone | Vélez Sarsfield | 17    |
| 3 | Aníbal Tarabini    | Independiente   | 16    |

## Campeonato Nacional
A Campeonato Nacionalban az első, Metropolitano szakaszból továbbjutó 12 és a regionális bajnokságokból kvalifikált 4 csapat vett részt, a 4 regionális klub csak ebben a szezonban vett részt a bajnokságban, így a következő szezon Metropolitano szakaszában már nem szerepeltek. A torna szeptember 8-án vette kezdetét és december 17-én ért véget.
| Hely. | Csapat                | M  | Gy | D | V  | G+ | G– | Gk  | P  | Továbbjutás vagy kiesés                         |
| ----- | --------------------- | -- | -- | - | -- | -- | -- | --- | -- | ----------------------------------------------- |
| 1.    | Independiente         | 15 | 12 | 2 | 1  | 43 | 14 | +29 | 26 | Bajnokcsapat, kvalifikált a Copa Libertadoresbe |
| 2.    | Estudiantes (LP)      | 15 | 9  | 6 | 0  | 19 | 8  | +11 | 24 | Kvalifikált a Copa Libertadoresbe               |
| 3.    | Vélez Sarsfield       | 15 | 8  | 4 | 3  | 28 | 14 | +14 | 20 |                                                 |
| 4.    | Rosario Central       | 15 | 8  | 4 | 3  | 26 | 13 | +13 | 20 |                                                 |
| 5.    | River Plate           | 15 | 9  | 1 | 5  | 33 | 15 | +18 | 19 |                                                 |
| 6.    | San Lorenzo           | 15 | 7  | 4 | 4  | 32 | 15 | +17 | 18 |                                                 |
| 7.    | Lanús                 | 15 | 8  | 0 | 7  | 23 | 26 | −3  | 16 |                                                 |
| 8.    | Boca Juniors          | 15 | 6  | 4 | 5  | 21 | 20 | +1  | 16 |                                                 |
| 9.    | Ferro Carril Oeste    | 15 | 5  | 5 | 5  | 21 | 22 | −1  | 15 |                                                 |
| 10.   | Platense              | 15 | 5  | 5 | 5  | 19 | 20 | −1  | 15 |                                                 |
| 11.   | Quilmes               | 15 | 5  | 3 | 7  | 16 | 19 | −3  | 13 |                                                 |
| 12.   | San Martín (M)        | 15 | 3  | 4 | 8  | 17 | 31 | −14 | 10 |                                                 |
| 13.   | Racing Club           | 15 | 2  | 6 | 7  | 11 | 23 | −12 | 10 |                                                 |
| 14.   | Central Córdoba (SdE) | 15 | 2  | 5 | 8  | 11 | 25 | −14 | 9  |                                                 |
| 15.   | San Lorenzo (MdP)     | 15 | 1  | 4 | 10 | 11 | 33 | −22 | 6  |                                                 |
| 16.   | Chaco For Ever        | 15 | 1  | 1 | 13 | 11 | 44 | −33 | 3  |                                                 |

### Góllövőlista
| # | Játékos        | Klub          | Gólok |
| - | -------------- | ------------- | ----- |
| 1 | Luis Artime    | Independiente | 11    |
| 2 | Héctor Yazalde | Independiente | 10    |
| 3 | Oscar Más      | River Plate   | 9     |
| 3 | Héctor Veira   | San Lorenzo   | 9     |